# Дерюгин, Михаил Евсеевич
Михаил Евсеевич Дерюгин (1838 — 1906) — русский военный деятель и педагог, генерал от инфантерии (1906).

## Биография

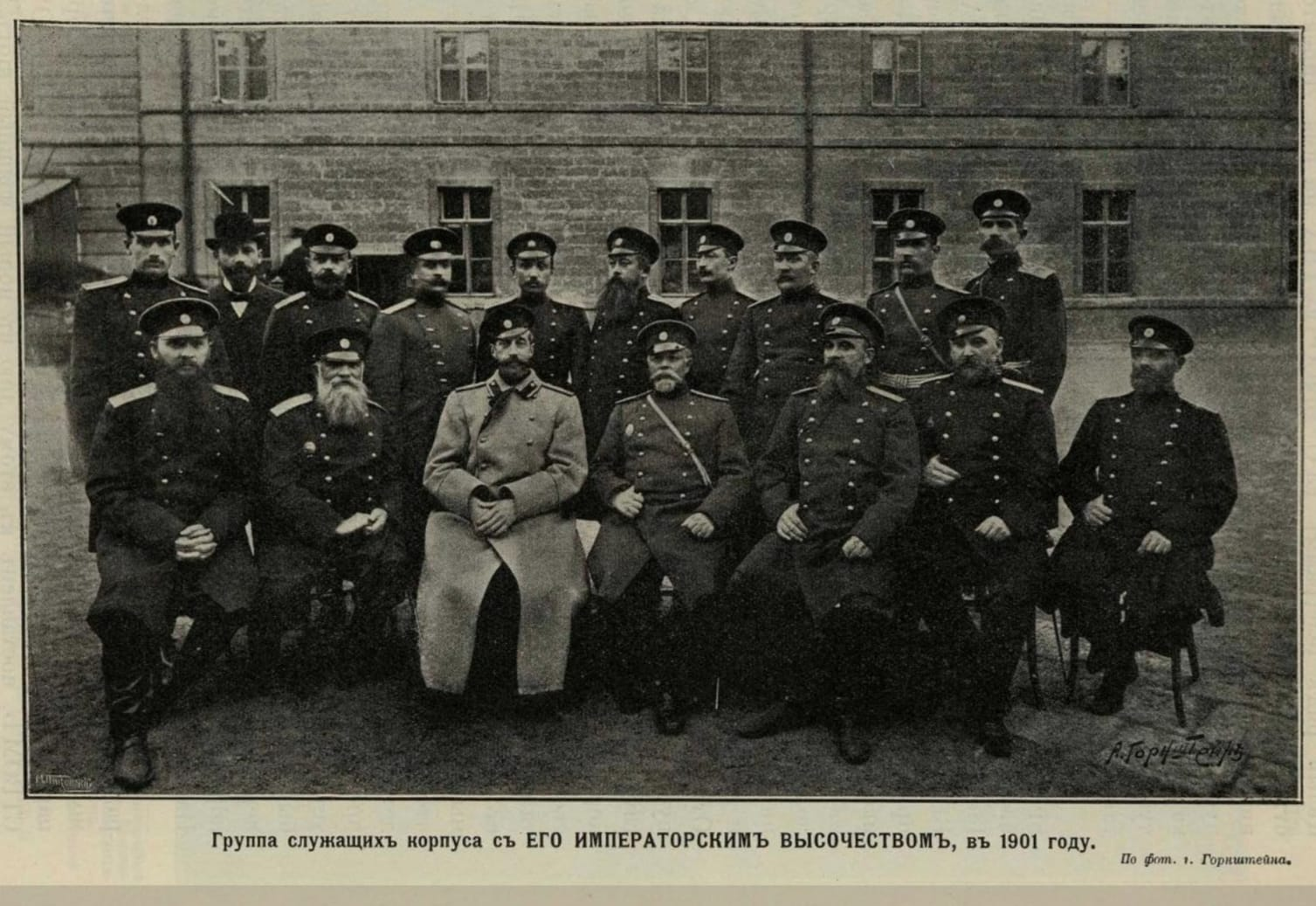
Великий князь Константин Константинович среди офицеров и преподавателей Одесского кадетского корпуса: Первый ряд: К.Н. Гришков, М.Е. Дерюгин, Великий Князь Константин Константинович, А.А. Агапов, П.Е. Кошлич, Н.В. Беляков, М.М. Молчанов. Второй ряд: Ю.П. Романов, В.Л. Морозов, М. А. Трубников, В.В. Цытович, С.М. Попов, М.Н. Голеевский, М.Ф. Самоцвет, Н.К. Михайловский. Одесса. 1901 год

Поступил на службу в 1858 году по окончании Петровско-Полтавского кадетского корпуса Михайловской артиллерийской академии по 1-му разряду  произведён в прапорщики и в  1860 году в  подпоручики с назначением репетитором Первого Московского кадетского корпуса. В 1863 году произведён в поручики, в 1867 году в штабс-капитаны, в 1870 году в капитаны, в 1871 году в подполковники.
С 1868 года штатный преподаватель, с 1872 года помощник инспектора классов, с 1873 года офицер-воспитатель, с 1877 года инспектор классов Оренбургско-Неплюевского кадетского корпуса. В 1878 году произведён в полковники. С 1886 года инспектор классов Второго кадетского корпуса.
В 1891 году Михаил Евсеевич Дерюгин был произведен в генерал-майоры и назначен директором 2-го Оренбургского кадетского корпуса. С 1899 года организатор и первый директор Одесского кадетского корпуса. В 1903 году произведён в генерал-лейтенанты, в  1906 году произведён в генералы от инфантерии с увольнением в отставку.
Был награждён всеми орденами, вплоть до ордена Святой Анны I степени пожалованного ему в 1906 году.